# ГЕС Nízhūhé
ГЕС Nízhūhé (泥猪河水电站) — гідроелектростанція на півдні Китаю у провінції Ґуйчжоу. Становить нижній ступінь каскаду на річці Кедухе, лівій твірній Beipan, котра в свою чергу є лівим витоком Hongshui (разом з Qian, Xun та Сі утворює основну течію річкової системи Сіцзян, яка завершується в затоці Південно-Китайського моря між Гуанчжоу та Гонконгом). При цьому нижче по сточищу на Бейпан створений власний каскад, котрий починається із ГЕС Шанніпо.
В межах проекту річку перекрили бетонною гравітаційною греблею висотою 20 метрів, яка утримує невелике водосховище з об'ємом 1,1 млн м3 та нормальним рівнем поверхні на позначці 1117,2 метра НРМ.
Зі сховища через лівобережний гірський масив прокладено дериваційний тунель довжиною біля 7 км, який подає ресурс до машинного залу, зведеного вже на лівому березі Бейпан нижче від злиття її витоків. Тут встановили три турбіни потужністю по 34 МВт, які використовують падіння у 200 метрів та забезпечують виробництво 301 млн кВт-год електроенергії на рік.
Видача продукції відбувається по ЛЕП, розрахованій на роботу під напругою 110 кВ.